# Maatschappelijk noodzakelijke arbeidstijd
Maatschappelijk noodzakelijke arbeidstijd, volgens de marxistische economische theorie, verwijst naar de gemiddelde arbeidstijd die vereist is voor de productie van een specifiek goed of dienst. Het is een cruciaal concept dat de waarde van een product bepaalt in de context van arbeidswaardetheorie. De bepaling van deze gemiddelde arbeidstijd wordt beïnvloed door technologische en wetenschappelijke vooruitgang. Bijvoorbeeld, machines die efficiënter en sneller produceren, verlagen de gemiddelde arbeidstijd die nodig is voor de productie van een goed. Het begrip maatschappelijk noodzakelijke arbeidstijd belicht niet alleen de economische basis van arbeidswaardetheorie, maar werpt ook licht op de impact van technologische vooruitgang op het productieproces. 

## Adam Smith
Adam Smith sprak ook over de hoeveelheid arbeid die nodig was voor de productie van goederen, echter legt hij minder de nadruk op de arbeidstijd als enige bepalende factor voor waarde dan Marx dit deed. Voor Smith was arbeid weliswaar een belangrijke factor in de waardebepaling, maar hij benaderde dit meer vanuit een perspectief waarbij hij de waarde van goederen verbond met de arbeid die nodig is om in de behoeften van mensen te voorzien. 
Hoewel zowel Adam Smith als Marx arbeid als een fundamentele factor in de waardeproductie zagen, lag de nadruk van Smith meer op de arbeid als een element van nut en waarde, terwijl Marx dit uitgebreider benaderde door te stellen dat de maatschappelijk noodzakelijke arbeidstijd de kern van waarde vormt in een kapitalistische samenleving.

## Korte inhoud op het concept
In een markteconomie vindt een voortdurende afstemming plaats tussen de arbeidskosten voor productie en de vraag naar goederen op de markt. Dit complexe proces omvat een competitieve dynamiek tussen bedrijven die op verschillende niveaus van productiviteit en prijsstelling opereren. Ze streven ernaar om in te spelen op zowel de groei als de afname van de totale marktvraag naar hun producten. In het derde deel van Het Kapitaal belicht Marx hoe de marktwaarde, ook wel bekend als de "regulerende prijs", van een product wordt beïnvloed door uiteenlopende factoren zoals vraag en productiviteit.
Een bepaalde hoeveelheid nieuwe waarde wordt geproduceerd in een bepaalde tijd, maar of en hoe deze nieuwe waarde in geldtermen wordt gerealiseerd en verdeeld als inkomen en herinvestering wordt uiteindelijk pas vastgesteld nadat producten zijn verkocht tegen specifieke marktprijzen. Als er een overschot is op de markt voor een product, dan is er meer arbeidstijd besteed dan sociaal noodzakelijk was, en daalt de ruilwaarde. Als er een tekort is op de markt voor een product, dan is er minder arbeidstijd besteed dan sociaal noodzakelijk was, en stijgt de ruilwaarde.
De meest eenvoudige definitie van sociaal noodzakelijke arbeidstijd is de hoeveelheid arbeidstijd die wordt verricht door een arbeider met een gemiddelde vaardigheid en productiviteit, werkend met gereedschappen van het gemiddelde productieve vermogen, om een bepaald product te produceren. Dit is een "gemiddelde arbeidskost per eenheid", gemeten in arbeidsuren.
Wanneer een arbeider bijvoorbeeld een product in één uur produceert, terwijl een minder vaardige arbeider vier uur nodig heeft voor hetzelfde product, draagt de minder vaardige arbeider gedurende deze vier uur slechts de waarde bij die overeenkomt met één uur aan sociaal noodzakelijke arbeidstijd. Elk uur dat de onervaren arbeider besteedt, levert slechts een kwart van de waarde op die wordt gegenereerd door een uur werk van de geschoolde arbeider.
Maar de productie van elk product vereist over het algemeen zowel arbeid als eerder geproduceerde productiemiddelen (of kapitaalgoederen), zoals gereedschappen en materialen. De hoeveelheid arbeid die hiervoor nodig is, wordt de directe arbeidsinput in het product genoemd. De benodigde kapitaalgoederen zijn op hun beurt geproduceerd (in het verleden) door arbeid en andere kapitaalgoederen; en zo verder voor deze andere kapitaalgoederen, en zo verder. De som van alle hoeveelheden arbeid, die directe inputs vormden in deze achterwaarts uitrekkende reeks van in het verleden geproduceerde kapitaalgoederen, wordt de indirecte arbeidsinput in het product genoemd. Door de directe en indirecte arbeidsinputs samen te voegen, krijgt men uiteindelijk de totale arbeidsinput in het product, die ook wel de totale belichaamde arbeid erin wordt genoemd, of zijn directe en indirecte arbeidsinhoud.
Echter, met "sociaal noodzakelijke arbeid" verwijst Marx specifiek naar de totale arbeidstijd die gemiddeld nodig is om een product te produceren. Het is deze actuele arbeidskost die de waarde van de output bepaalt. Dus in een ontwikkelde markt verwijst de ruilwaarde van Marx naar de gemiddelde hoeveelheid levende arbeid die onder de huidige heersende omstandigheden moet worden verricht om een product te produceren. Deze omstandigheden veranderen voortdurend, zowel wat betreft de kwaliteit van arbeid, kwaliteit van machines, kwaliteit van distributie, en volumes van arbeid, machines en verkoop in de branche, dus het schatten van 'huidige' vereisten is grotendeels een benadering en afhankelijk van de schalen die worden gebruikt.